# Tả Gia Khâu
Tả Gia Khâu là một xã thuộc huyện Mường Khương, tỉnh Lào Cai, Việt Nam.

## Địa lý
Xã Tả Gia Khâu nằm ở phía đông của huyện Mường Khương, cách huyện lỵ 32 km, có vị trí địa lý:
- Phía đông giáp Trung Quốc và xã Nàn Sán huyện Si Ma Cai
- Phía nam giáp xã Bản Mế huyện Si Ma Cai
- Phía tây giáp xã Thào Chư Phìn huyện Si Ma Cai và xã Dìn Chin
- Phía bắc giáp xã Dìn Chin và trấn Tiểu Bá Tử (小坝子)[4] huyện Mã Quan châu Văn Sơn tỉnh Vân Nam Trung Quốc

Ranh giới tự nhiên của xã Tả Gia Khâu với các xã thuộc huyện Si Mai Cai là sông Chảy. Sông Chảy cũng là đoạn biên giới quốc gia tự nhiên của Tả Gia Khâu với Trung Quốc.
Xã có 6 dân tộc: H'Mông chiếm 32%, Dáy, Tu Dí, Phù Lá, Thu Lao, Nùng.

## Lịch sử
Năm 1981, xã Thải Giàng Sán sáp nhập vào xã Tả Gia Khâu..

## Hành chính
Hiện nay xã Tả Gia Khâu 12 thôn: Tả Gia Khâu, La Hờ Súng, Thải Giàng Sán, Lũng Thắng, La Hờ, Na Măng, Vũ Hà (Sín Chải B), Lao Tô Chải, Pạc Tà, Sín Pao Chải, Lao Chải, Sảng Chải.